# Racendów (przystanek kolejowy)
Racendów – zlikwidowany przystanek kolejowy w Racendowie, w województwie wielkopolskim, w Polsce, na trasie wąskotorowej linii Witaszyce Wąskotorowe – Zagórów.